# Avelal
Avelal é uma povoação portuguesa sede da Freguesia de Avelal do Município de Sátão, freguesia com 8,15 km² de área e 489 habitantes (censo de 2021), tendo, por isso, uma densidade populacional de 60 hab./km².
Avelal, de Avelanal, terra de avelãs, fruto que muito bem se dá nestas terras do Sátão, onde também há a Avelosa. Inicialmente era uma localidade da freguesia de Santa Maria do Sátão e assim se conservou desde o século XII até ao século XVI, em que, dividindo-se a freguesia do Sátão, o Avelal ficou a pertencer à de Mioma. Há cerca de um século, foi desanexada da de Mioma e integrada na de Decermilo, muito próxima e mesmo à vista, da qual se desligou há relativamente alguns anos.
A freguesia foi criada pelo decreto n.º 41.548, de 05/03/1958, com lugares da Freguesia de Decermilo.

## Demografia
A população registada nos censos foi:
| Distribuição da População por Grupos Etários | Distribuição da População por Grupos Etários | Distribuição da População por Grupos Etários | Distribuição da População por Grupos Etários | Distribuição da População por Grupos Etários |
| -------------------------------------------- | -------------------------------------------- | -------------------------------------------- | -------------------------------------------- | -------------------------------------------- |
| Ano                                          | 0-14 Anos                                    | 15-24 Anos                                   | 25-64 Anos                                   | > 65 Anos                                    |
| 2001                                         | 66                                           | 78                                           | 223                                          | 193                                          |
| 2011                                         | 62                                           | 32                                           | 214                                          | 221                                          |
| 2021                                         | 39                                           | 43                                           | 191                                          | 216                                          |

## Festas e Romarias
- 19 de março - Festa de São José.
- 2º domingo de julho - Festa em honra de Nº Sr.ª da Agonia.
- 16 de setembro - Festa de Santa Eufêmia.
- 4 de dezembro - Festa de Santa Bárbara.

## Feiras
- 1ª Domingo de Setembro - Feira de Ano de Avelal.

## Santuário de Nosso Senhor d'Agonia

### Festa de Nosso Senhor d'Agonia
Segundo a tradição popular, esta é tão antiga que se perde na bruma dos tempos. Talvez remonte aos tempos do terrível guerreiro mouro Almansor de Córdova, que por volta do ano 1000 da nossa era por cá passou, matando e destruindo de tal maneira que alguns julgaram ser o fim do mundo. O mouro passou. Alguns anos depois morreu marginalizado em Córdova.

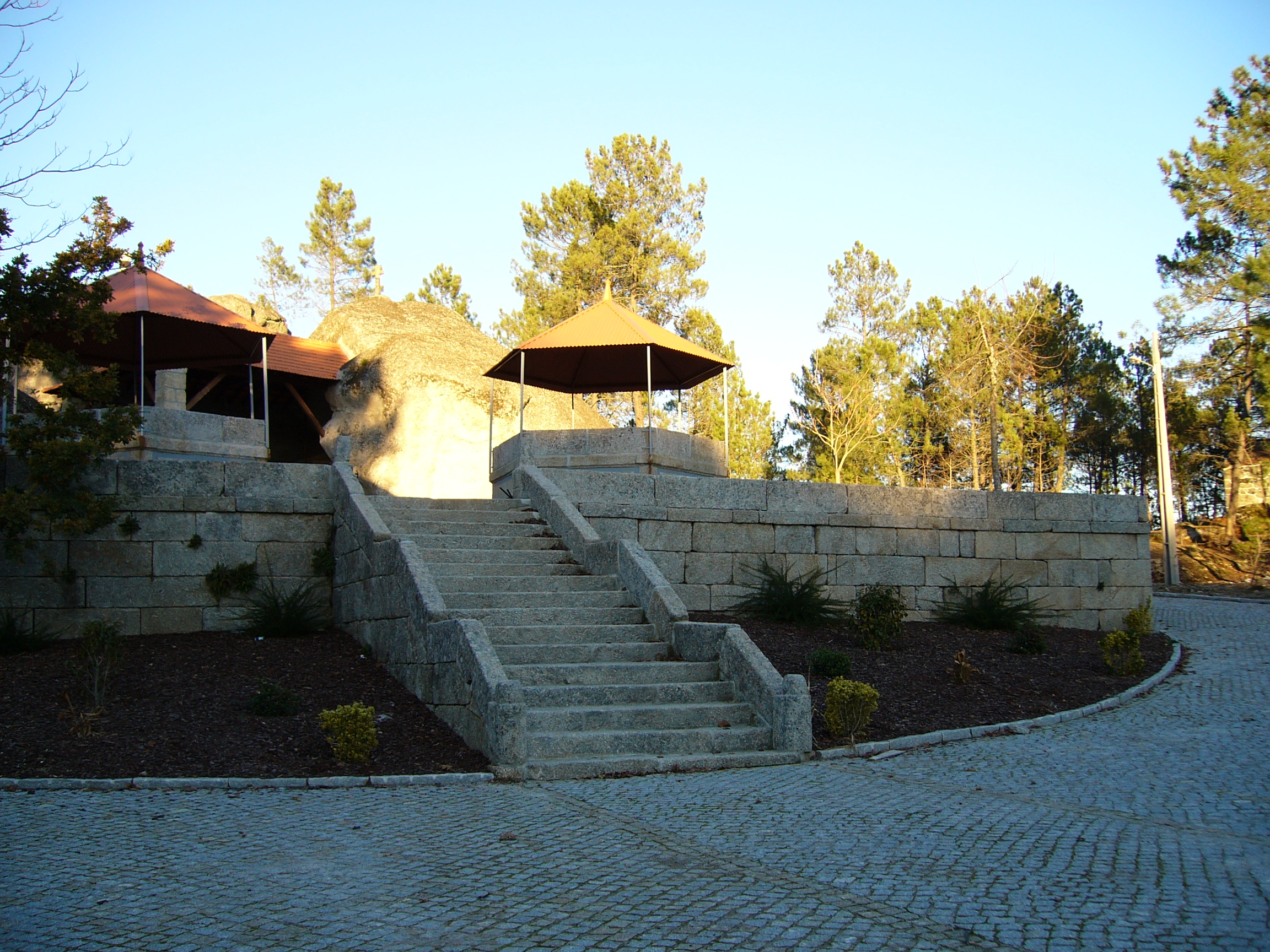
Santuário de Nosso Senhor d'Agonia

A paisagem reabriu-se ao sol de Deus e os lugares que foram testemunhas dessas horas tão difíceis começaram a fluir, até hoje não mais pararam. É realmente aquele monte e aquele enorme penedo, é merecedor de admiração e respeito.
E por cima e atrás da gruta onde está a imagem de Nosso Senhor d'Agonia as vistas alargam-se em todos os sentidos, até ultrapassam a serra da lapa, do Pisco, do Montemura e da Estrela, sobressaindo o panorama sobre Ferreira de Aves e o Rio Vouga em baixo mesmo aos pés.

### Lenda de Nosso Senhor d'Agonia
Vindo um cavaleiro fugindo de uns ladrões, correndo por vales e penedias, quando o cavaleiro ia para cair num precipicio disse: Nosso senhor da Agonia, valei-me: Nesse mesmo momento o cavalo parou e o cavaleiro olhou para o lado e viu o Senhor da Agonia debaixo de um penedo. No lugar em que o cavalo parou, ficaram as marcas das ferraduras nos penedos. Passados alguns dias, o Bispo de Viseu soube do ocorrido e foram buscar o Senhor do Agonia para a Sé de Viseu. Mas, no dia seguinte, o Senhor da Agonia estava de novo debaixo do Penedo, no Avelal. O bispado decidiu então ir buscar o Senhor da Agonia, em procissão, e assim ficou na Sé, em Viseu. E no Avelal, ficou um mais pequeno, crucificado.

## Comendador Elísio Ferreira Afonso

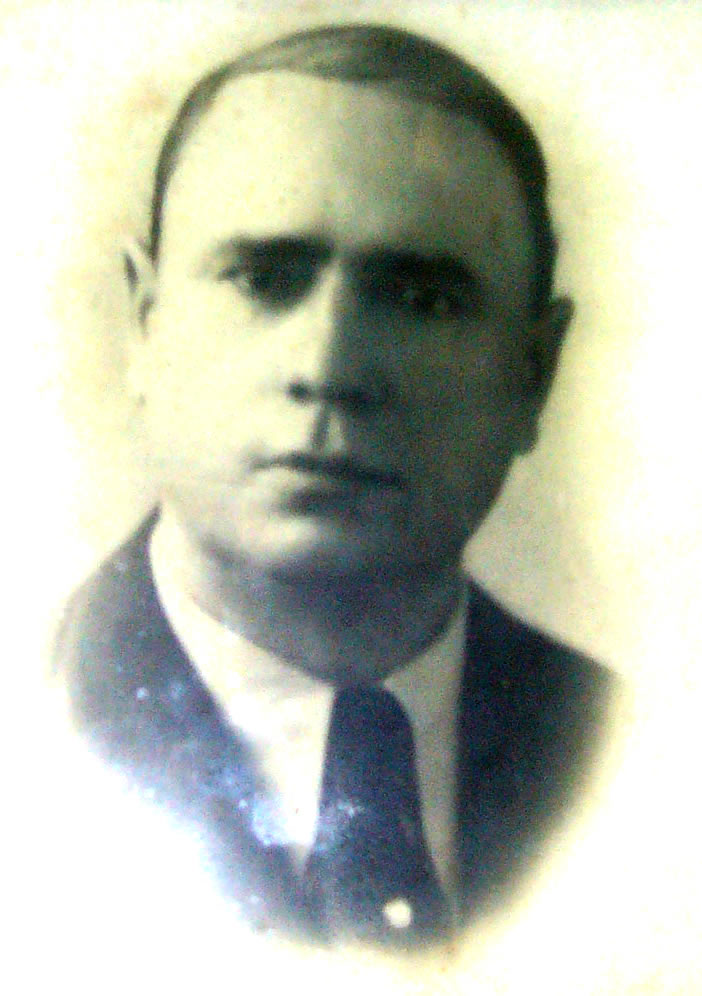
Comendador Elísio Ferreira Afonso

Nascido no Avelal, órfão de pai muito cedo, embarcou ainda jovem para o Rio de Janeiro, onde, mercê de seu trabalho, economia e sacrifício, ganhou enorme fortuna que fez dele um magnate na capital dos Estados Unidos do Brasil. E então, em vez de se entregar ao fausto e aos vícios a que a riqueza muitas vezes convida, Elísio Ferreira Afonso pensou de outra maneira. Não se vangloriou de ser um homem rico e importante, mas antes, ajudar lá no Rio de Janeiro todas as instituições ligadas aos portugueses seus patrícios, mormente as de carácter assistencial, e logo que pudesse, voltar à terra onde nasceu, o Avelal, para fazer dela a sua princesa e herdeira de tudo quanto viesse a possuir no Brasil ou em Portugal. E assim foi. Chegado ao Avelal, mandou construir um belo palacete, cheio de sol, onde hoje funciona o Lar da Terceira Idade. A seguir, a escola primária e a respectiva cantina, que simultaneamente dotou. Veio depois a igreja e a residência paroquial. E no mesmo ritmo, o Hospital, a Estação dos Correios, o Posto da Guarda Nacional Republicana, um bairro económico, a feira e as Festas do Avelal, o abastecimento de água à povoação, a electrificação do Avelal e Decermilo, e até o campo santo, onde ele quis ser sepultado no meio dos seus conterrâneos e amigos. Antes de morrer, instituiu, ajudado por diversas entidades, a “Fundação Elísio Ferreira Afonso”, com relevante actividade no Avelal e em todo o concelho do Sátão, sendo disso a última manifestação.

## Gastronomia
- Peixes do rio
- Cabrito assado no forno do povo
- Vitela na padela
- Feijão vermelho com couves e carne de porco

### Doçaria conventual
- Castanhas de ovos
- Papos de anjo
- Barrigas de freira
- Corações
- Ameixas

### Aperitivos
- Avelâs salgadas
- Queijos frescos
- Boroa
- Enchidos
- Queijo de vaca

### Doçaria tradicional
- Cavacas
- Leite-creme
- Arroz-doce
- Pão-de-ló
- Fritas
- Bolos de azeite

## Património arquitetónico
Património arquitetónico referenciado no SIPA:
- Capela de Santa Eufémia
- Capela do Senhor da Agonia

## Ordenação Heráldica

### Brasão
Escudo de ouro, ramo de lírio de verde, florido de púrpura, acompanhado em chefe, nos flancos e em ponta, por quatro ramos de aveleira, folhados de verde e frutados de vermelho. Coroa mural de prata de três torres. Listel branco, com a legenda a negro: «AVELAL».

### Bandeira
Púrpura. Cordão e borlas de ouro e púrpura. Haste e lança de ouro.

### Selo
Nos termos da Lei, com a legenda: «Junta de Freguesia de Avelal - Sátão».